# Lista de primeiros-ministros de Angola

Bandeira de Angola.

Esta é uma lista de primeiros-ministros de Angola.
O primeiro-ministro de Angola era um alto cargo governamental do país, não sendo no entanto o chefe de governo, antes porém o presidente do colegiado/conselho de ministros que assessorava o presidente da república. O presidente tinha a faculdade de designar o primeiro-ministro e delegar nele poderes normalmente exercidas pelo executivo.

## Histórico
Em 1975, no processo de transição para a independência angolana, ficou estabelecido no Acordo do Alvor a criação do cargo de "Chefe do Conselho Presidencial do Governo de Transição", que deveria ter caráter rotativo entre as três forças nacionalistas que lutavam na Guerra de Independência de Angola.
O cargo foi transformado em "primeiro-ministro" após a independência de Angola em 1975 e abolido entre 1978 e 1991 pelo presidente Agostinho Neto. O presidente José Eduardo dos Santos restaurou o posto em 1991. A Constituição de 2010 voltou a abolir este cargo, criando, no lugar, o cargo de Vice-Presidente.

## Chefe do Conselho Presidencial do Governo de Transição (1975)
| №                       | Retrato                 | Nome (Nasc.-Morte)                            | Mandato                 | Mandato                 | Período                 | Partido                 | Eleição                 |
| Estado de Angola (1975) | Estado de Angola (1975) | Estado de Angola (1975)                       | Estado de Angola (1975) | Estado de Angola (1975) | Estado de Angola (1975) | Estado de Angola (1975) | Estado de Angola (1975) |
| ----------------------- | ----------------------- | --------------------------------------------- | ----------------------- | ----------------------- | ----------------------- | ----------------------- | ----------------------- |
| 1                       |                         | Lopo Fortunato Ferreira do Nascimento (1942-) | 31 de janeiro de 1975   | 14 de agosto de 1975    | 195 dias                | MPLA                    | —                       |
| 2                       |                         | José de Assunção Alberto Ndele (1940-2000)    | 14 de agosto de 1975    | Outubro de 1975         | —                       | UNITA                   | —                       |
| 3                       |                         | Johnny Eduardo Pinnock (1946-2000)            | Outubro de 1975         | 10 de novembro de 1975  | —                       | FNLA                    | —                       |

## Primeiros-ministros de Angola (1975-2010)
| №                                                       | Retrato                                 | Nome (Nasc.-Morte)                                 | Mandato                                 | Mandato                                 | Período                                 | Partido                                 | Eleição                                 |
| República Popular de Angola (1975-1992)                 | República Popular de Angola (1975-1992) | República Popular de Angola (1975-1992)            | República Popular de Angola (1975-1992) | República Popular de Angola (1975-1992) | República Popular de Angola (1975-1992) | República Popular de Angola (1975-1992) | República Popular de Angola (1975-1992) |
| ------------------------------------------------------- | --------------------------------------- | -------------------------------------------------- | --------------------------------------- | --------------------------------------- | --------------------------------------- | --------------------------------------- | --------------------------------------- |
| 1                                                       |                                         | Lopo Fortunato Ferreira do Nascimento (1942-)      | 11 de novembro de 1975                  | 9 de dezembro de 1978                   | 3 anos, 28 dias                         | MPLA                                    | —                                       |
| Vacante (10 de dezembro de 1979 — 18 de julho de 1991)  |                                         |                                                    |                                         |                                         |                                         |                                         |                                         |
| 2                                                       |                                         | Fernando José de França Dias Van-Dúnem (1934-2024) | 19 de julho de 1991                     | 27 de agosto de 1992                    | 1 ano, 39 dias                          | MPLA                                    | —                                       |
| República de Angola (1992-2010)                         |                                         |                                                    |                                         |                                         |                                         |                                         |                                         |
| (2)                                                     |                                         | Fernando José de França Dias Van-Dúnem (1934-2024) | 27 de agosto de 1992                    | 2 de dezembro de 1992                   | 97 dias                                 | MPLA                                    | —                                       |
| 3                                                       |                                         | Marcolino José Carlos Moco (1954-)                 | 2 de dezembro de 1992                   | 3 de junho de 1996                      | 3 anos, 183 dias                        | MPLA                                    | 1992                                    |
| (2)                                                     |                                         | Fernando José de França Dias Van-Dúnem (1934-2024) | 3 de junho de 1996                      | 29 de janeiro de 1999                   | 2 anos, 240 dias                        | MPLA                                    | —                                       |
| Vacante (30 de janeiro de 1999 — 5 de dezembro de 2002) |                                         |                                                    |                                         |                                         |                                         |                                         |                                         |
| 4                                                       |                                         | Fernando da Piedade Dias dos Santos (1950-)        | 6 de dezembro de 2002                   | 30 de setembro de 2008                  | 5 anos, 299 dias                        | MPLA                                    | —                                       |
| 5                                                       |                                         | António Paulo Kassoma (1951-)                      | 30 de setembro de 2008                  | 4 de fevereiro de 2010                  | 1 ano, 127 dias                         | MPLA                                    | 2008                                    |